# فوجیوارا نو یوشیکو
فوجیوارا نو یوشیکو یا فوجیوارا نو شیشی (به ژاپنی: 藤原 忯子 ふじわら の しし/よしこ); ۹۶۹ – ۷ اوت ۹۸۵) دختر فوجیوارا نو تامه‌میتسو (دایجو-دایجین) در دوره هی‌آن اهل ژاپن بود. او نیوگوی محبوب امپراتور کازان بود. او در سن شانزده سالگی در حالی که باردار بود به علت بیماری درگذشت. امپراتور از مرگ او چنان افسرده شد که تصمیم گرفت شوکّه (ترک زندگی دنیوی و زاهد) شود.